# Pockmark
Pockmarks sind kraterartige Vertiefungen am Boden von Meeren oder Seen mit 10–700 Metern Durchmesser und bis zu 45 Metern Tiefe, in Einzelfällen auch bis zu 1,5 Kilometern Durchmesser und mehr als 150 Metern Tiefe. Sie entstehen beim Austritt von Gasen oder Flüssigkeiten durch geologische oder menschliche Aktivität.
Die möglicherweise größte Bedeutung könnte Pockmarks als Erdbeben-Indikatoren zukommen, da manche ein paar Tage vor großen Beben aktiv werden.